# Olmo (Film)
Olmo ist ein Spielfilm von Fernando Eimbcke aus dem Jahr 2025.

## Handlung
1979: Olmo muss sich an einem Samstag um seinen bettlägerigen Vater kümmern. Als die Nachbarin Nina den 14-jährigen Jungen zu einer Party einlädt, steht er vor einem Dilemma.

## Veröffentlichung
Die Weltpremiere erfolgte im Februar 2025 im Rahmen der 75. Internationalen Filmfestspiele Berlin (Berlinale). Dort wurde das Werk in die Sektion Panorama aufgenommen.